# Першинский сельсовет (Далматовский район)
Першинский сельсовет — муниципальное образование со статусом сельского поселения в Далматовском районе Курганской области. Административный центр и единственный населённый пункт — село Першинское, расположенное в 22 км к юго-западу от города Далматово.
В Сельском поселении Першинский сельсовет действует Першинская сельская Дума, состоящая из 6 человек.

## Земли
Состав земель Сельского поселения Першинский сельсовет:
- Земли сельскохозяйственного назначения 6548 га.
- Земли населенных пунктов 178 га.
- Земли лесного фонда 2295 га.
- Земли водного фонда 14 га.

## История
Першинский сельсовет образован в 1919 году в Першинской волости Шадринского уезда.
- Постановлением III Екатеринбургского съезда Советов (октябрь 1920 года) Першинская волость передана во вновь образованный Каменский уезд.
- Постановлениями ВЦИК от 3 и 12 ноября 1923 года в составе Шадринского округа Уральской области РСФСР образован Далматовский район, в состав которого вошёл Першинский сельсовет.
- 17 января 1934 года район вошёл в состав вновь образованной Челябинской области.
- 6 февраля 1943 года район вошёл в состав вновь образованной Курганской области.

В соответствии с Законом Курганской области от 6 июля 2004 года № 419 сельсовет наделён статусом сельского поселения.

## Население
| 1989 | 2002 | 2010 | 2012 | 2013 | 2014 | 2015 |
| ---- | ---- | ---- | ---- | ---- | ---- | ---- |
| 597  | ↘443 | ↘284 | ↘266 | ↘244 | ↘230 | ↘225 |
| 2016 | 2017 | 2018 | 2019 | 2020 |      |      |
| ↗228 | ↘224 | ↘203 | ↘202 | ↘199 |      |      |

## Состав сельского поселения
| № | Населённый пункт | Тип населённого пункта       | Население |
| - | ---------------- | ---------------------------- | --------- |
| 1 | Першинское       | село, административный центр | ↘199      |